# Станка Веселинов
Станка Мунћан Веселинов—Сека (Крушчица, код Беле Цркве, 5. фебруар 1920 — Београд, 13. август 1984) била је учесница Народноослободилачке борбе и друштвено-политичка радница СФР Југославије и СР Србије.

## Биографија
Рођена је 5. фебруара 1920. године у селу Крушчици, код Беле Цркве, у јужном Банату. Потиче из сиромашне земљорадничке породице. После завршене основне школе у родном месту, 1931. године уписала се у гимназију у Белој Цркви.
Револуционарном омладинском покрету приступила је посредством свог рођака, студента права и комунисте Славка Мунћана Саве, народног хероја. Године 1937. по оснивању прве организације Савеза комунистичке омладине Југославије (СКОЈ) у Крушчици, постала је њен члан, а убрзо и руководилац. Почетком 1938. године, као ученица шестог разреда гимназије, ухапшена је под оптужбом да је члан илегалне комунистичке организације, чији је циљ насилна промена политичког и социјалног система. Избачена је из гимназије, са забраном уписа у све школе на територији Краљевине Југославије. Поред ње, као првооптужене, ухапшени су и Алекса Ђилас, учитељ из Беле Цркве, његов брат Миливоје Ђилас, студент агрономије (браћа Милована Ђиласа) и Драгиња Савковић, руководилац читаонице у Врачевом Гају.
У току 17 дана проведених у затвору, Станка је више пута саслушавана и батинана. Убрзо су сви изведени пред суд и ослобођени због недостатка доказа. Године 1939. Станка је примљена у чланство Комунистичке партије Југославије (КПЈ). Радила је у Окружном комитету СКОЈ-а за јужни Банат. Била је под сталном присмотром полиције, често хапшена и затварана. Године 1940, по одлуци Покрајинског комитета КПЈ за Војводину, Станка је упућена у Сремску Митровицу, у Окружни комитет СКОЈ-а за источни Срем, на функцију организационог секретара, са задатком да буде веза између партијског руководства и политичких затвореника у сремскомитровачком затвору. У затвору је од 1927. године постојала партијска организација, на челу са затворским комитетом.

### Народноослободилачка борба
После Априлског рата, окупације Југославије и стварања усташке Независне Државе Хрватске, 1941. године, заточеним комунистима и осталим политичким осуђеницима претила је смртна опасност од усташко-немачких власти. Затворски партијски комитет је тада донео одлуку о бекству. Акцијом скојеваца и комуниста споља, као и помоћи појединаца запослених у затвору, омогућено је бекство 32 политичка осуђеника, у ноћи између 22/23. августа 1941. године, кроз подземни канал који су сами прокопали. Станка је заједно са скојевцима Јоханом Микеом, Росом Вилић, Бошком Палковљевићем Пинкијем, Јованом Штоковцем, Божицом Стојшић и Олгом Бањанин имала врло важну улогу у овој акцији.
Септембра 1941. године постала је борац тада формираног Фрушкогорског партизанског одреда. У децембру је учествовала у раду саветовања Окружног комитета КПЈ за Срем, одржаног у Пећинцима тзв „Пећиначко саветовање“, чије су одлуке биле пресудне за организовање ослободилачке борбе у Срему. Од априла 1943. до јуна 1944. године била је организациони секретар Окружног комитета КПЈ за источни Срем и руководилац Одељења за агитацију и пропаганду (Агитпроп), чију делатност је чинило објашњавање циљева Народноослободилачког покрета, мобилизација за војне јединице, школовање партијских кадрова, итд. Августа 1944. године преузела је дужност политичког секретара Окружног комитета КПЈ за источни Срем.
У току целог трајања рата, Станка Мунћан је учествовала у издавању партизанске штампе у Војводини, чији је главни задатак био стварање масовног антифашистичког фронта, без обзира на националну, верску, социјалну и политичку припадност. Уредници и писци текстова за ове листове били су истакнуте личности револуционарног покрета, а Станка је писала за листове „Глас омладине“, „Фрушкогорски партизан“, „Истина“, „Наша борба“, „Војвођанка у борби“ и другим.

### Послератна каријера
После ослобођења Војводине, октобра 1944. године, Станка је у Новом Саду преузела руководство над Агитпропом Покрајинског комитета КПЈ. Тада је покренула лист „Слободна Војводина“, и листове на језицима војвођанских националности: мађарском, словачком, хрватском, румунском и русинском. Главни задаци Агитпропа су били: разјашњавање суштине и карактера нове државе, мобилизација свих снага за помоћ јединицама НОВ и ПОЈ за коначно ослобођење, и мобилизација људства за обнову земље. На Седмој конференцији КПЈ за Војводину, априла 1945. године изабрана је у чланство Покрајински комитет КПЈ.
У лето 1945. године Станка је са супругом, Јованом Веселиновим, тада председником Главног народноослободилачког одбора Војводине, дошла у Београд. Тада је завршила гимназију, из које је због хапшења искључена, а касније Правни факултет и Вишу партијску школу „Ђуро Ђаковић“ у Београду.
Од формирања Уставотворне скупштине новембра 1945. године до маја 1967. године, бирана је за народног посланика Скупштине СФРЈ. У савезном парламенту обављала је следеће функције: 
- чланица Уставотворног одбора Уставотворне скупштине, 1945 — 1946;
- чланица Спољнополитичког одбора Савезне народне скупштине;
- председница Административне комисије Савезног извршног већа;
- чланица Одбора за социјалну политику и народно здравље Савезног извршног већа (трећи сазив);
- чланица Одбора за просветнокултурна питања Савезног извршног већа;
- председник Одбора за просветнокултурна питања Савезног извршног већа, 1963 — 1965;

Функције које је обављала у државним органима Социјалистичке Републике Србије: 
- чланица Извршног одбора Народног одбора града Београда, 1946 — 1950;
- председница Савета за културу Извршног већа Народне Републике Србије, 1958 — 1963;
- чланица Комисије за културна везе са иностранством, 1959 — 1963.
- народни посланик Скупштине СР Србије

Функције које је обављала у друштвено-политичким организацијама: 
- чланица Политичког бироа Градског комитета КП Србије за град Београд, 1945 — 1951;
- чланица Централног комитета Савеза комуниста Србије и његове Идеолошке комисије
- чланица Главног одбора Социјалистичког савеза радног народа Србије;
- руководилац Комисије за штампу Главног одбора ССРН Србије;
- секретар Комисије за штампу Савезног одбора ССРН Југославије и
- чланица Комисије за идејно-политички рад Савезног одбора ССРНЈ.

Од 1953. до 1958. године била је директор Недељних информативних новина (НИН). Поред многобројних чланака у ратној и послератној штампи, објавила је две књиге: 
- „Јован Поповић - теме револуције“, Нови Сад 1975. године,
- „СКОЈ и УСАОЈ у Војводини“, Нови Сад 1978. године и фељтон
- „Изван зидина“ у новосадском листу „Дневник“ (август 1976), по чијим је мотивима 1978. године снимљен филм „Стићи пре свитања“ редитеља Александра Ђорђевића.

Године 1966. се повукла из политичког и јавног живота. Умрла је 31. августа 1984. године у Београду, а сахрањена је у Новом Саду.
Носилац је Партизанске споменице 1941. и других југословенских одликовања, међу којима су - Орден рада са црвеном заставом (одликована 1961) и Орден заслуга за народ са златном звездом (одликована 1973).

### Контроверзе
Као председница, најпре републичког, а потом и савезног Савета за културу дружила се са људима из културно-уметничког живота. Један од њих је био и тада млади песник Матија Бећковић, за кога је Управа државне безбедности (УДБА) сматрала да је њен љубавник. У јесен 1965. године одлуком Војина Лукића, тадашњег организационог секретара ЦК СК Србије, УДБА је покренула њено праћење и сакупљање података о њој. Њен случај је водио Милан Ђоковић Поп. Почетком 1966. године УДБА је почела да прати и Бећковића и потом открила стан на Топличином венцу у коме су се тајно састајали. Станка је потом била ухапшена и под оптужбом за „неморал”, због љубавне афере са деветнаест година млађим песником, изведена пред партијску комисију, која ју је приморала да дȃ оставку на све дотадашње функције (остала је једино народни посланик Савезне скупштине, до краја мандата маја 1967). После Брионског пленума и смене Александра Ранковића и руководства УДБЕ, јула 1966. године, Станка Веселинов и Матија Бећковић (у међувремену добио отказ у Радио Београду) су рехабилитовани, али се она више није враћала у политички живот. Такође, ова афера је искоришћена и у политичком обрачуну с Александром Ранковићем, коме је стављано на терет да је објављивањем ове афере желео да искомпромитује Станкиног мужа Јована Веселинова, тадашњег председника ЦК СК Србије.
Године 1998. писац Велимир Лукић је према књизи Војина Лукића и фељтону Милана Ђоковића Попа, објављеном у листу „Вечерње новости” 1989. године, написао сценарио за ТВ драму „Досије 128”, коју је режирао Петар Цвејић. У овој ТВ драми приказан је „случај” Станке Веселинов у мало измењеном облику – уместо младог песника ради се о младом сликару, а и имена актера су измењена, па је главни актер приче „другарица Марија” (Јасмина Аврамовић), млади сликар „Мирослав Бојић” (Војин Ћетковић) и њен супруг „друг Јасни” (Миодраг Радовановић).
Поред ове ТВ драме, лик Станке Веселнов се појављује у још два филма (такође под другим именом). У филму „Бекства” из 1968. редитеља Радоша Новаковића, њен лик под именом „Јелена” глуми Људима Лисина, а у филму „Стићи пре свитања” из 1978. године редитеља Александра Ђорђевића, њен лик под именом „Вера” глуми Злата Нуманагић.